# Darkness Rising
Darkness Rising (br: Ascendência das Trevas / pt: Trevas em Ascensão) é um filme estadunidense de terror sobrenatural, lançado a 30 de junho de 2017 e dirigido por Austin Reading.

## Sinopse
Assombrada por um passado misterioso, Madison, a única sobrevivente de um massacre familiar, revisita sua casa de infância na véspera de sua demolição, despertando o mal que reside lá.

## Elenco
- Tara Holt - Madison
- Bryce Johnson - Jake
- Katrina Law - Izzy
- Heather Mazur - Kate
- Christian Ganiere - Seth
- Myk Watford - Daniel
- Daisy Sklar - Sarah
- Ted Raimi - Father

## Crítica
Frank Scheck ao The Hollywood Reporter afirma que o filme "incomoda, exceto pelo fato de que o seu aborrecimento terminal absorve a energia necessária para uma indignação". Monica Castillo do The New York Times revela que o filme tem potencial, mas desaponta porque "Darkness Rising tem os ingredientes de uma sólida história de casa assombrada. No entanto, misturar esses ingredientes não garante um susto decente". Noel Murray, de The Los Angeles Times, chamou o filme "tão desavergonhado quanto o seu título".
Maitland McDonagh para o Film Journal International diz: "Em última análise, o problema com Darkness Rising não é tanto genérico. O The Haunting de Robert Wise (1963) é um clássico que funciona com as mesmas notas básicas - que os personagens são tão indefinidos que é impossível se importar com o que acontece com eles além de desejar que eles parassem de gritar ". Matt Boiselle para o Dread Central deu ao filme duas estrelas dizendo: "Em geral, eu recomendaria Darkness Rising apenas para os fãs de filmes de casa mal-assombrada, mas só se o fim de cada outro filme estivesse indisponível para que seja visto naquele momento específico". Horrorella para o Aint It Cool News chamou-o de "um mix de boas intenções e idéias potencialmente interessantes em uma má execução".

## Curiosidades
- O exterior da casa onde a trama se centraliza, na cidade de Los Angeles, foi a mesma utilizada como uma casa funerária em Six Feet Under.
- Quando os personagens entram na casa, a fita de isolamento policial entre os dois pilares que levam à porta da frente está rompida. Quando abrem a porta para sair, após o aparecimento do cachorro, a fita aparece reposta.